# Rasmus Hansen (regatista)
Rasmus Rozentals Hansen (17 de mayo de 1984) es un deportista danés que compitió en vela en la clase 49er. Ganó una medalla de oro en el Campeonato Europeo de 49er de 2001.

## Palmarés internacional
| \| Campeonato Europeo \| Campeonato Europeo \| Campeonato Europeo \| Campeonato Europeo \| \| Año \| Lugar \| Medalla \| Clase \| \| ------------------ \| ------------------ \| ------------------ \| ------------------ \| \| 2001 \| Brest (Francia) \| Medalla de oro \| 49er \| |                 |                |       |
| Campeonato Europeo |                 |                |       |
| Año | Lugar           | Medalla        | Clase |
| 2001 | Brest (Francia) | Medalla de oro | 49er  |